# بهار نارنج (برنامه تلویزیونی)
بهار نارنج ویژه برنامهٔ زندهٔ نوروزی با اجرای احسان علیخانی بود که در ۲ فصل برای تحویل سال‌های ۱۳۹۴ و ۱۳۹۷ روی آنتن شبکه سه رفت. بهار نارنج در روزهای نزدیک به سال جدید خورشیدی روی آنتن شبکه سه می‌رفت و تا ساعاتی بعد از تحویل سال ادامه داشت و از پربیننده‌ترین ویژه برنامه‌های تحویل سال صدا و سیما بود. فصل اول این برنامه در ۲۹ اسفند ۱۳۹۳ تا ساعاتی بعد از تحویل سال پخش شد و فصل دوم آن از ۲۶ اسفند ۱۳۹۶ تا ساعاتی بعد از تحویل سال در ۲۹ اسفند ۱۳۹۶ پخش شد. این برنامهٔ گفتگومحور با سبک تاک شو با حضور مهمان‌های سرشناس و مهمان‌هایی از مردم سعی داشت تا در ساعات پایانی سال و بعد از تحویل سال، در کنار مردم سال نو را جشن بگیرد و بینندگان را ساعاتی سرگرم کند.

## دربارهٔ برنامه
این برنامه با اجرای احسان علیخانی و با حضور ده‌ها استعداد و چهرهٔ مطرح از حوزه‌های مختلف علمی، فرهنگی، ورزشی و هنری و همچنین نخبگان جوان کشور، ویژه برنامهٔ تحویل سال شبکه سه بود.

## موسیقی تیتراژ
| سال پخش | نام خواننده                                                                                            | نام آهنگ   | نوع تیتراژ              | توضیحات ویژه                                                                                                |
| ------- | --- | ---------- | ----------------------- | --- |
| ۱۳۹۷    | محمدرضا هدایتی، سامان جلیلی، پیام عزیزی، رضا صادقی، مرتضی پاشایی، مهدی یراحی، محمد علیزاده، سعید شهروز | فصل بهار ۳ | تیتراژ ابتدایی و پایانی | ترانه‌سرا و ملودی: حسن کریمی/تنظیم‌کننده و میکس: معین راهبر/تهیه‌کننده: احسان علیخانی/کارگردان: برادران بوشهری |
| ۱۳۹۴    | محمدرضا هدایتی، پیام عزیزی، رضا صادقی، مرتضی پاشایی، مهدی یراحی، محمد علیزاده، سعید شهروز              | فصل بهار ۲ | تیتراژ ابتدایی و پایانی | ترانه‌سرا و ملودی: حسن کریمی/تنظیم‌کننده و میکس: معین راهبر/تهیه‌کننده: احسان علیخانی/کارگردان: برادران بوشهری |

## مهمانان

### فصل اول (۱۳۹۴)
- مهران غفوریان
- سیدجواد رضویان
- جمشید مشایخی
- کارلوس کی‌روش
- محسن تنابنده
- محمد علیزاده
- بابک جهانبخش
- محمدرضا هدایتی
- مجید صالحی
- بازیکنان تیم ملی والیبال مردان ایران

### فصل دوم (۱۳۹۷)
- سالار عقیلی
- مهسا طهماسب
- علیرضا طلیسچی
- بازیگران دیوار به دیوار ۲
- رضا رشیدپور
- ماکان بند
- فریدون آسرایی
- شهرام قائدی
- محمد بحرانی
- بهادر مالکی
- رامبد جوان
- پازل بند
- امیر تاجیک
- جواد خیابانی
- فرزاد فرزین
- محمدرضا مقدم
- عماد طالب‌زاده
- فرشاد احمدزاده
- کمال کامیابی‌نیا
- حسین ماهینی
- حامد همایون
- ایمان قیاسی
- مهدی یراحی
- سیامک انصاری
- سروش صحت
- بیژن بنفشه‌خواه
- بازیگران لیسانسه‌ها
- میلاد بابایی
- شهاب مظفری
- بهنام بانی

## جوایز و نامزدها
| سال  | جوایز      | دسته‌بندی                           | نتیجه |
| ---- | ---------- | ---------------------------------- | ----- |
| ۱۳۹۷ | صدا و سیما | بهترین برنامهٔ تحویل سال            | برنده |
| ۱۳۹۷ | فیلم نیوز  | بهترین برنامهٔ تحویل سال صدا و سیما | برنده |

## نشان‌واره‌ها

۱۳۹۴
۱۳۹۷